# Бекбалаков, Абушахма Бекенович
Абушахма Бекенович Бекбалаков (5 января 1913, Аул №5, Семипалатинская область — 21 января 2017, Караганда) — советский шахтёр. Почётный гражданин Караганды.

## Биография
Абушахма Бекбалаков родился 5 января 1913 года в ауле № 5 Баянаульской волости Павлодарского уезда Семипалатинской области (сейчас в Баянаульском районе Павлодарской области Казахстана) в семье зажиточных крестьян.

### Довоенный период
В 1928 году имущество семьи Бекбалаковых было конфисковано. Спасаясь от голода, Абушахма отправился на заработки.
В мае 1930 года поступил на работу в артель Ораза Алпысбаева, трудился на строительстве железной дороги от станции Анар до Караганды, возводил бараки для рабочих, был одним из первых строителей города. В 1931 году работал на каменном карьере в Карагандинской области.
В 1933 году отправился в Прокопьевск, где работал на шахте № 25. В сентябре был переведён на шахту №9, где трудился вагонщиком и лесогоном. После того как здесь открыли новые угольные пласты, работал проходчиком.
В январе 1935 года вернулся в Караганду. Трудился на шахте №17 вагонщиком и саночником. В октябре поступил в горно-промышленную школу, где обучался на курсах машинистов электровоза. С мая 1936 года работал по этой специальности на шахте №3 имени Кирова, став первым в Караганде машинистом электровоза. Здесь Бекбалаков проявил себя как стахановец, выполняя нормы на 120—150%, был удостоен премии от наркома тяжёлой промышленности СССР Серго Орджоникидзе — велосипеда с аккумулятором.
В 1937 году без отрыва от работы с отличием окончил Карагандинский горный техникум.
В 1939 году был избран депутатом Карагандинского областного Совета народных депутатов, а затем и членом областного исполкома. В 1940 году был избран председателем шахткома шахты № 3. В 1941 году учился на курсах профсоюзных работников при ЦК профсоюзов восточных районов СССР в Новосибирске.

### Великая Отечественная война
Участвовал в Великой Отечественной войне, уйдя на фронт добровольцем. Служил в танковой артиллерии, командовал отделением, был ранен. Первоначально воевал на западном фронте, однако вскоре соединение, в котором служил Бекбалаков, перевели на Дальний Восток. В 1942 году окончил в Ворошилове курсы санинструкторов, после чего служил в 105-м укреплённом районе в составе отдельного пулемётного батальона военным фельдшером. Здесь был также секретарём ротного партийного бюро. В 1944 году, когда Бекбалаков заболел, его родственникам в Караганду отправили письмо с сообщением о его смерти. О том, что он жив, узнали только тогда, когда Абушахма приехал домой, демобилизовавшись в ноябре 1945 года.

### Послевоенный период
В январе 1946 — августе 1949 года был заместителем парторга на шахте № 3, затем до апреля 1951 года — заместителем заведующего шахтой №31, до апреля 1956 года — парторгом шахт № 26 и 12.
В апреле 1956 — сентябре 1957 года работал помощником главного инженера и начальника участка, затем до августа 1963 года — помощником главного инженера, парторгом и горным мастером шахты № 6/7.
В ноябре 1963 — июле 1986 года трудился на шахте № 4 «Чурубай-Нуринская» начальником поверхности, заведующим лесным складом, помощником начальника вентиляции, горным мастером. После этого вышел на пенсию.
Был награждён орденами Славы III степени, Отечественной войны II степени (6 апреля 1985), «Курмет» (декабрь 2013), медалями «За отвагу», «За победу над Японией», Жукова, «Двадцать лет Победы в Великой Отечественной войне 1941—1945 гг.», «Тридцать лет Победы в Великой Отечественной войне 1941—1945 гг.», «Сорок лет Победы в Великой Отечественной войне 1941—1945 гг.», «50 лет Победы в Великой Отечественной войне 1941—1945 гг.», «60 лет Победы в Великой Отечественной войне 1941—1945 гг.», «65 лет Победы в Великой Отечественной войне 1941—1945 гг.», «70 лет Победы в Великой Отечественной войне 1941—1945 гг.», почётной грамотой Верховного Главнокомандующего Генералиссимуса Советского Союза И. В. Сталина.
9 октября 2015 года за значительный вклад в социально-экономическое развитие города Караганды, активную деятельность по защите прав и законных интересов граждан был удостоен звания почётного гражданина Караганды.
Был членом совета ветеранов района имени Казыбек-би Караганды.
Умер 21 января 2017 года в Караганде.

## Семья
Был женат, вырастил семерых детей.